# یوسف السید
یوسف سید {(lang-en|Yousef Sayed}}؛ زادهٔ ۱۱ اوت ۱۹۸۹) یک بازیکن فوتبال است.